# Insensats
Insensats (títol original, Głupcy) és una pel·lícula dramàtica del 2022 dirigida per Tomasz Wasilewski. S'ha doblat i subtitulat al català.

## Sinopsi
La Marlena, de 62 anys, i en Tomasz, de 42, viuen feliços en una casa a la costa, al seu propi món. Però la seva vida tranquil·la es veurà pertorbada quan la Marlena decideixi portar el seu fill malalt a casa, encara que en Tomasz hi estigui en contra. La relació, l'amor i l'estil de vida estaran en perill.

## Repartiment
- Dorota Kolak: Marlena
- Lukasz Simlat: Tomasz
- Tomasz Tyndyk: Mikolaj
- Katarzyna Herman: Magda
- Marta Nieradkiewicz: Iza
- Agnieszka Suchora: Katarzyna
- Alina Seban: Wiktoria
- Michal Grzybowski: Kacper